# Naksa
O êxodo palestino de 1967 or Naksa (literalmente "revés") refere-se à fuga de cerca de 280.000 a 325.000 palestinos dos territórios capturados por Israel durante e após a Guerra dos Seis Dias, incluindo a destruição de inúmeras aldeias palestinas como Imwas, Yalo e Bayt Nuba, Surit, Beit Awwa, Beit Mirsem, Shuyukh, Al-Jiftlik, Agarith e Huseirat, bem como o "esvaziamento" dos campos de refugiados de Aqabat Jaber e ʿEin as-Sultan.

## História
Aproximadamente 145.000 dos refugiados palestinos de 1967 eram refugiados da Guerra da Palestina de 1948. Até dezembro de 1967, 245.000 haviam fugido da Cisjordânia e da Faixa de Gaza para o interior da Jordânia, 11.000 haviam fugido da Faixa de Gaza para o interior do Egito, e 116.000 palestinos e sírios haviam fugido das Colinas de Golã para o interior da Síria. Até 1967, aproximadamente metade de todos os palestinos ainda vivia dentro dos limites do antigo Mandato da Palestina, mas a maioria vivia fora do território a partir de 1967.
Um Comitê Especial das Nações Unidas ouviu alegações de destruição de mais de 400 aldeias árabes, mas não recebeu provas para corroborar essas alegações a fim de investigar as práticas israelenses que afetavam os direitos humanos da população dos territórios ocupados. Em 1971, esse comitê publicou um relatório no qual afirmou que: "Com base nos depoimentos apresentados perante o Comitê Especial ou obtidos por ele no curso de suas investigações, o Comitê Especial concluiu que o Governo de Israel está deliberadamente conduzindo políticas destinadas a impedir que a população dos territórios ocupados retorne às suas casas e forçando aqueles que estão em suas casas nos territórios ocupados a sair, seja por meios diretos, como deportação, ou indiretamente, por tentativas de minar sua moral ou por meio da oferta de incentivos especiais, tudo com o objetivo final de anexar e colonizar os territórios ocupados. O Comitê Especial considera os atos do Governo de Israel em prol dessas políticas como a mais grave violação dos direitos humanos que chegou ao seu conhecimento. As evidências mostram que essa situação se deteriorou desde a última missão do Comitê Especial em 1970."
Depois que a unidade de guerra psicológica fez uma visita a Qalqilya e muitos dos residentes haviam fugido, o representante da ONU, Nils-Göran Gussing, observou que 850 das 2.000 casas da cidade haviam sido demolidas.

## Memória
O Naksa é comemorado anualmente no Dia do Naksa, um dia de lembrança dos eventos do deslocamento de 1967.